# دیرین‌شناسی

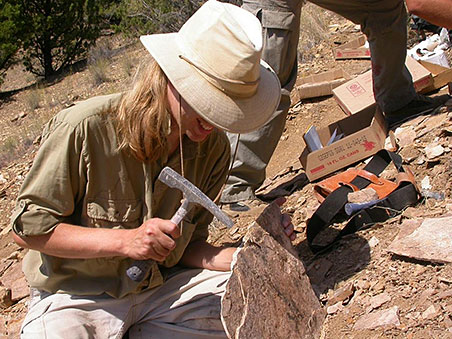
نگاره‌ای از یک دیرین‌شناس در حال کار در مرکز تحقیقاتی جان دی (به انگلیسی: John Day Fossil Beds National Monument)

دیرین‌شناسی یا دیرینه‌شناسی یا پارین‌شناسی شاخه‌ای از زیست‌شناسی و زمین‌شناسی است که به بررسی آثار و بقایای موجودات گذشته می‌پردازد و بر پایه پیدایش و نابودی این آثار که سنگواره نامیده می‌شوند سن نسبی لایه‌های زمین را تعیین کرده همچنین محیط زیست موجودات دیرینه را مشخص می‌کند. دانش دیرین‌شناسی به شاخه‌های گوناگونی (گیاهی و جانوری و زیرگروه‌های بزرگ‌سنگواره و ریزسنگواره) تقسیم می‌شود.
سنگواره‌ها از دوره کامبرین دارای اهمیت بیشتری می‌شوند ولی ظهور ناگهانی آثار موجودات در دوره کامبرین بیانگر ریشه‌دار بودن آن‌ها در زمان‌های پیش از این دوره است.
اما شواهد کمی در این رابطه وجود دارد که از جمله آن‌ها می‌توان شبه باکتری‌هایی با سن ۳٫۸ میلیارد سال را نام برد.
دیرین‌شناسی رشد، توسعه، تحول و تکامل حیات را مشخص می‌سازدو به زمین‌شناس کمک می‌کند که سنگ‌ها را در گروه‌ها و طبقات خاص قرار دهد. دیرین‌شناسی نه تنها به دنبال علت انقراض معمولی یک گونه است بلکه به دنبال دلیل انقراض‌های دوره ای که در گذشته رخ داده و موجب از بین رفتن تقریباً تمامی موجودات از دنیای حیات شده است، می‌باشد.

## دیرین‌شناسان ایرانی
برای آشنایی با دیرین‌شناسان ایرانی به رده:دیرین‌شناسان ایرانی در ویکی‌پدیا مراجعه کنید.